# Епархия Бейрута (сиро-католическая)
Епархия Бейрута (лат. Eparchia Berytensis Syrorum) — епархия Сирийской католической церкви с центром в городе Бейрут, Ливан. Епархия распространяет свою юрисдикцию на всю территорию Ливана. Кафедральным собором епархии является церковь Успения Пресвятой Девы Марии в Бейруте. Является собственной епархией сиро-католического патриарха Антиохии и всего Востока.

## История
Первые верующие Сирийской католической церкви появились в Бейруте в конце XVIII века, когда в город прибыл сирийский католический патриарх Игнатий Михаил I, бежавший из Алеппо от преследований со стороны оттоманских властей. Он прибыл в Бейрут с группой священников и несколькими семьями верующих. Игнатий Михаил I основал в окрестностях Бейрута монастырь Шерфе, возле которого стали селиться сирийские католики из Алеппо.
В 1817 году патриарх Игнатий Симеон II учредил в Бейруте епархию с назначением священника Антуана Диябекирли её первым епископом, который, несмотря на отсутствие своей церкви в Бейруте, руководил до 1841 года сиро-католической общиной, насчитывающей около 100 человек. Его преемником стал рафаэль Хайек, который проживал всё время своего правления в монастыре Шерфе (1854 году он был назначен архиепископом Алеппо). С 1854 года епархия Бейрута не имела своего правящего епископа, патриархи назначали администраторами епархии священников.
25 марта 1878 года патриарх Игнатий Георгий V освятил в Бейруте краеугольный камень первого храма в честь святого Георгия, который был освящён 27 декабря 1884 года. Этот храм на протяжении многих десятилетий был кафедральным собором епархии. В настоящее время кафедральным собором является церковь Успения Пресвятой Богородицы.
С 1910 года первоначально временно и после Первой мировой войны Бейрут стал резиденцией патриархов Сирийской католической церкви, и епархия Бейрута стала собственной епархией патриарха (в прошлом собственной епархией патриарха была епархия Мардина — в настоящее время упразднена и является титулярной епархией Сирийской католической церкви).
Из-за гражданской войны в Сирии в Ливан эмигрировало большое количество верующих Сирийской католической церкви. Если в 2009 году численность верующих епархии Бейрута насчитывала 14 500 человек, то в 2012 году она возросла до ста тысяч.

## Статистика
На территории епархии в настоящее время действуют 5 прихода. Согласно ватиканскому справочнику Annuario Pontificio от 2013 года численность епархии на конец 2012 года составляло около 100 тысяч прихожан. В епархии служило 14 епархиальных священника, 5 монашествующих священника, три дьякона, 17 монахов и 16 монахинь.

## Епископы
- епископ Антуан Диярбекирли (1817 — 16.01.1841);
- Иосиф Хайек (19.03.1841 — 18.04.1854), назначен архиепископом Алеппо;
- патриаршие викарии
- епископ Антоний Канделафте (20.06.1885 — 5.08.1898), патриарший викарий;
- с 1898 года — собственная епархия патриарха.